# Ramkhamhaeng

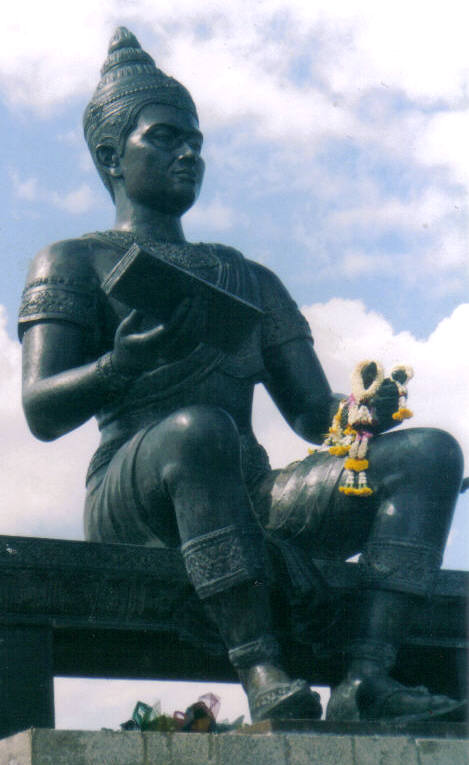
Statue von König Ramkhamhaeng

Ramkhamhaeng, auch Rama Khamhaeng = „Rama der Wagemutige“, vollständiger Titel Pho Khun Ramkhamhaeng Maharat (Thai: พ่อขุนรามคำแหงมหาราช; Aussprache: [raːmkʰamhɛːŋ]; * um 1239; † um 1298) war ein bedeutender König des thailändischen Königreichs Sukhothai. Er herrschte von 1279 bis 1298. Während seiner Herrschaft erreichte Sukhotai seine größte Ausdehnung, die thailändische Schrift wurde entwickelt und der Buddhismus eingeführt.

## Stein-Inschrift
Die wichtigste Quelle über Ramkhamhaengs Herrschaftszeit ist die Inschrift einer Steinsäule (Thai: จารึกพ่อขุนรามคำแหง oder จารึกหลักที่ 1), die auf 1292 datiert wird und die der König selbst verfasst haben soll. Sie soll 1833 vom späteren König Mongkut (Rama IV.) auf dem heutigen Noen Prasat im Geschichtspark Sukhothai entdeckt worden sein und gilt als erstes schriftliches Zeugnis der thailändischen Sprache und des zugehörigen Schriftsystems. Ihre Echtheit wurde jedoch seit Ende der 1980er-Jahre angefochten. Die Diskussion darüber wurde sehr emotional geführt, denn hätte sich herausgestellt, dass der Stein wirklich eine Fälschung ist, hätte die gesamte Geschichte dieser Periode neu geschrieben werden müssen. Spezialisten für Epigraphik, Historiker, Linguisten und Archäologen kamen jedoch zu dem Schluss, dass drei Seiten der Inschrift vom Ende des 13. Jahrhunderts stammen und die vierte Seite auch kurz danach hinzugefügt wurde.
Die biografischen Informationen in diesem Artikel stammen teilweise von dieser Inschrift, die seit 2003 zum Weltdokumentenerbe der UNESCO zählt.

## Herrschaft
Ramkhamhaengs Vater Sri Indraditya (eigentlich Pho Khun Bang Klang Thao) hatte 1240 die Herrschaft der Khmer über Sukhothai beendet und war der erste König eines unabhängigen thailändischen Reichs. Dessen Sohn Ban Müang, der als Nachfolger der ständigen Bedrohung durch die Khmer ausgesetzt war, hatte um 1260 eine Entscheidungsschlacht vor Sukhothai zu überstehen. In dieser Schlacht machte sich sein Bruder Rama verdient, indem er Ban Müang durch einen mutigen Gegenangriff vor dem sicheren Untergang rettete und die Schlacht für die Thai entschied. Seitdem wurde dieser „Rama der Wagemutige“, Ramkhamhaeng, genannt.
Da Ban Müang früh verstarb, bestieg Ramkhamhaeng 1279 den Thron. Nach seiner Krönung setzte Ramkhamhaeng auf Expansion und vereinigte mehrere Thaistämme des Nordens unter seiner Führung, die als Streitmacht den Süden des heutigen Staatsgebiets und auch noch Teilgebiete von Malaysia eroberte. Im Norden dehnte er die Grenzen bis nach Phrae, Nan, dem heutigen Luang Prabang und Vientiane in Laos, im Westen bis nach Hongsawadi (Pegu) in Birma aus. Unklar ist aber, welcher Art die Herrschaft in den Außengebieten des Reichs war. Es gilt als unwahrscheinlich, dass diese Gebiete fest in das Sukhothai-Reich integriert waren. Es kann vielmehr davon ausgegangen werden, dass die Inschrift den militärischen Aktionsradius Ramkhamhaengs und die Einflusssphäre seiner Herrschaft beschreibt.
Ramkhamhaeng verfolgte seine Ziele nicht nur militärisch, sondern benutzte auch diplomatische und kulturpolitische Mittel, um sein Reich zu vereinen und zu festigen. Drei Säulen bilden seine Basis, die noch bis heute in der thailändischen Gesellschaft nachwirken:
- der eher strenge Theravada-Buddhismus,
- das Königtum, das sich dem Wohlstand des Volkes verpflichtet fühlt und
- die kulturelle Eigenständigkeit, deren Quellen in der kambodschanischen und in der chinesischen Kultur liegen und die unter anderem durch eine eigene Schrift (Lai Sue Thai) dokumentiert wird, die Ramkhamhaeng 1282 aus der Schrift der Khmer, der Mon und der Burmesen entwickelt haben soll.

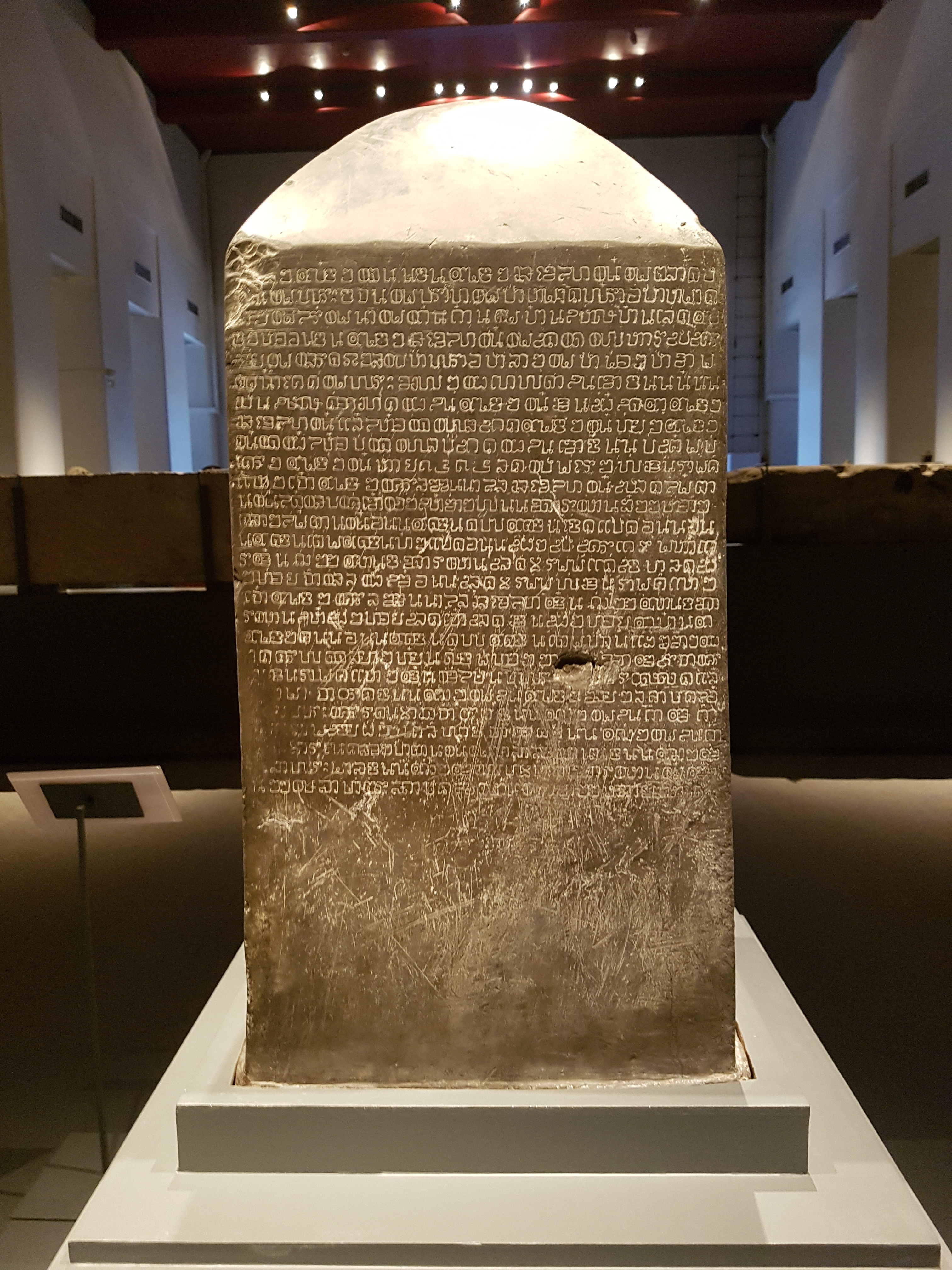
Silajaruek Pokhun Ramkhamhaeng, Nationalmuseum Bangkok

Der erste überlieferte Text in dieser Schrift ist seine in Stein gemeißelte Regierungserklärung aus dem Jahr 1292 (Silacharuek Phokhun Ramkhamhaeng, die sog. Inschrift I., siehe Weblink unten), die im Nationalmuseum in Bangkok steht. Diese Schrift ist auch heute noch in Gebrauch, so dass Thailänder alte Dokumente und Inschriften lesen können.
Die Inschrift betont die Unvoreingenommenheit und Rechtschaffenheit von Ramkhamhaengs Regentschaft. Vor seinem Palast in Sukhothai soll eine Glocke gehangen haben, die jeder Bürger schlagen konnte, der ein Anliegen an den König hatte oder Gerechtigkeit verlangte. Der König wurde als väterlicher Herrscher (pho khun) bezeichnet, der für seine Untertanen wie für seine Kinder sorgt. Tatsächlich gab es jedoch bereits eine ausgebildete gesellschaftliche Hierarchie. Es gab keine Bevorzugung der Thai in seinem Reich, auch die eroberten Völker konnten wichtige Positionen in Verwaltung und Unterricht erreichen. Im Gegenteil versuchte er nützliche ausländische Handwerkskunst in die Kultur zu integrieren, so holte er zum Beispiel chinesische Keramikspezialisten nach Sawankhalok (Si Satchanalai), um Brennöfen in Betrieb zu nehmen. Auf diese Weise entstand die berühmte Sangkhalok-Keramik, die in der damaligen Zeit ein Exportschlager wurde und aus der chinesischen Seladon-Keramik entwickelt wurde.
Die Wirtschaft nahm einen gewaltigen Aufschwung, es wurden keine Steuern und Abgaben auf Handel und Transport erhoben, mit Ausnahme der Zinngewinnung auf der Insel Phuket, die königliches Monopol blieben. Damit wurde die Armee und der Ausbau der Städte finanziert. Stadtmauern, Bewässerungsanlagen und der Beginn eines Schulsystems zählen zu den Errungenschaften des jungen Staates im 13. Jahrhundert.

## Ehrung
Nach Ramkhamhaeng sind unter anderem der Nationalpark zwischen Sukhothai und Kamphaeng Phet und die Ramkhamhaeng-Universität, die erste zulassungsfreie Fernuniversität des Landes, benannt.